# Frank
Frank ist unter anderem ein männlicher Vorname im Deutschen, Polnischen und Englischen.

## Herkunft und Bedeutung
„Frank“ leitet sich vom althochdeutschen Namen Franko ab, der wiederum auf den Stammesnamen der Franken zurückgeht. Die Bedeutung von franko ist ursprünglich „der Franke“, von frank für „frei“.

## Varianten
Internationale Form (ohne sekundäre Ableitung aus Franziskus/Franz, also nur Formen auf «k»):
- Franck (französisch)
- Franco (italienisch, spanisch)
- Franek (tschechisch, slowakisch, polnisch Diminutiv von František bzw. Franciszek)
- Frang (gaelisch, schottisch, nordisch)
- Fränk (letzebuergisch)
- Franklin, Franklyn, Franklynn (englisch)

Koseform:
- Frankie
- Franky

Weibliche Form:
- nordisch Frang
- Franka, Franca, Francka (zahlreiche Sprachen)

Der Name kommt auch – meist patronymisch – als Nachname vor:
- Frank, Franke
- in altertümlicher Schreibweise erhalten: Francke, Franckh
- französisch: Francq

## Verbreitung
Die Popularität des Jungenvornamen Frank nahm in Deutschland Ende der dreißiger Jahre stark zu und stieg während der vierziger und fünfziger Jahre weiter an. In den Sechzigern war der Name ununterbrochen unter den häufigsten zehn Jungennamen des jeweiligen Jahrgangs. Seine Beliebtheit ging zunächst allmählich und ab Mitte der achtziger Jahre dann stark zurück. Von 2010 bis 2023 wurde der Name rund 1.100 Mal vergeben. Der Name wird in der Schweiz seit den 1930er Jahren regelmäßig bei der Namenswahl berücksichtigt. Von Anfang der 1960er bis Mitte der 1970er Jahre lag er stets in den Top-100, danach ließ seine Beliebtheit kontinuierlich nach. Von 1930 bis 2023 wurden circa 4.700 Jungen so genannt. In Liechtenstein belegte er im Jahr 2007 Rang 39. In Österreich kommt der Name seit 1984 fast jedes Jahr in den Hitlisten vor. Seit Mitte der 1990er Jahre wird er jährlich weniger als zehn Mal berücksichtigt.
Frank befand sich in Frankreich von 1900 bis Anfang der 1990er Jahre in den Top-500, und von Anfang der 1950er bis Ende der 1970er Jahre in den Top-200 der Hitlisten. In den Niederlanden wird der Name Frank seit 1930 jedes Jahr vergeben. Von Anfang der 1940er bis Mitte der 1980er Jahre stieg seine Beliebtheit stetig an. Zwischen 1962 und 1992 lag der Name stets in den Top-50. Die beste Platzierung erzielte er im Jahr 1986 mit Rang 19. Von 1930 bis 2023 wurde der Name etwa 27.700 Mal vergeben. In Belgien taucht der Name seit 1995 hin und wieder in den Hitlisten auf. Frank war in Polen von 2014 bis 2017 in den Top-200 der Vornamenscharts. In den nordischen Ländern ist Frank heute besonders in Schweden ein beliebter Jungenname, der sich seit 2010 in den Top-100 befindet. In Norwegen gehörte Frank von 1920 bis Ende der 1980er Jahre zu den beliebten Vornamen. In Dänemark wird der Name seit Mitte der 1990er Jahre nicht mehr so häufig vergeben. Davor gehörte er jedoch zu den beliebten Namen.
In England und Wales kommt der Name seit 1996 alljährlich in den Vornamenscharts vor. Seit 2014 befindet er sich in den Top-200. Von 1904 bis 1924 lag der Name in den Top-20. In Schottland belegte der Name von 1935 bis Ende der 1960er Jahre stets einen Platz in den Top-100. In diesem Zeitraum war seine Beliebtheit aber konstant rückläufig. Frank wird in Irland seit 1964 jedes Jahr gewählt und gilt als geläufiger Vorname. In den letzten 10 Jahren wurde er an etwa 230 Jungen vergeben. Auch in Nordirland kommt der Name seit 1997 regelmäßig in den Vornamenscharts vor.
In den USA war der Name von 1880 bis in die 1920er Jahre hinein in den Top-10 der beliebtesten Vornamen und bis Ende der 1960er Jahre in den Top-50. Danach ließ seine Beliebtheit stark nach. Im Jahr 2023 belegte er Rang 468. Der Name lag in Kanada von 1920 bis 1975 stets in den Top-100 und bis zum Jahr 1943 sogar in den Top-50. Seit Mitte der 1960er Jahre hat seine Beliebtheit stark nachgelassen. In Australien befand sich der Name von 1952 bis 1967 in den Top-100. In Neuseeland war der Name von 1900 bis Ende der 1920er Jahre in den Top-50. Seine Beliebtheit ging aber stetig zurück.

## Namensträger

### A
- Frank Aaron (* 1920), britischer Langstreckenläufer
- Frank Abagnale (* 1948), US-amerikanischer Hochstapler und Scheckbetrüger
- Frank Abbinanti (* 1949), US-amerikanischer Komponist, Pianist und Posaunist
- Frank Acheampong (* 1993), ghanaischer Fußballspieler
- Frank Achtenhagen (* 1939), deutscher Wirtschaftspädagoge und Wirtschaftswissenschaftler
- Frank Allen (1927–2014), englischer Fußballspieler
- Frank G. Allen (1874–1950), US-amerikanischer Politiker
- Frank Amankwah (* 1971), ghanaischer Fußballspieler
- Frank Winfield Anderson (* 1948), US-amerikanischer Mörder
- Frank Appel (* 1961), deutscher Manager
- Frank Ayres (1901–1994), US-amerikanischer Mathematiker und Autor

### B
- Frank Baranowski (* 1962), deutscher Politiker (SPD)
- Frank A. Barrett (1892–1962), US-amerikanischer Politiker
- Frank Baum (1936–2018), deutscher Gitarrist
- Frank Baum (* 1956), deutscher Fußballspieler
- Frank Baum (* 1970), deutscher Basketballspieler
- Frank Becker (* 1963), deutscher Historiker
- Frank J. Becker (1899–1981), US-amerikanischer Politiker
- Frank Stefan Becker (* 1952), deutscher Schriftsteller
- Frank Behnke (* 1955), deutscher Musiker, Sprecher und Filmemacher
- Frank Behnke (* 1962), deutscher Regisseur und Dramaturg
- Frank Behnke (* 1962), deutscher Schauspieler
- Frank Benson (1858–1939), englischer Theaterschauspieler und Tennisspieler
- Frank W. Benson (1858–1911), US-amerikanischer Politiker
- Frank Birch (1889–1956), britischer Filmschauspieler, Pantomime und Kryptoanalytiker
- Frank Black (* 1965), US-amerikanischer Rockmusiker
- Frank S. Black (1853–1913), US-amerikanischer Politiker
- Frank Boya (* 1996), kamerunischer Fußballspieler
- Frank Bsirske (* 1952), deutscher Gewerkschaftsfunktionär
- Frank Busemann (* 1975), deutscher Leichtathlet

### C
- Frank Cady (1915–2012), US-amerikanischer Schauspieler
- Frank Calder (1877–1943), britischer Sportjournalist und Sportfunktionär
- Frank Calder (1915–2006), kanadischer Politiker
- Frank Capra (1897–1991), US-amerikanischer Filmregisseur
- Frank Carilao (* 1977), chilenischer Fußballspieler
- Frank Castorf (* 1951), deutscher Regisseur und Intendant der Volksbühne Berlin
- Frank Conroy (1890–1964), US-amerikanischer Schauspieler
- Frank Conroy (1936–2005), US-amerikanischer Schriftsteller
- Frank Cordes (* 1971), deutscher Handballspieler
- Frank Crawford (1923–2003), US-amerikanischer Physiker
- Frank Curtis, britischer Automobilrennfahrer

### D
- Frank Davey (* 1940), kanadischer Dichter, Schriftsteller und ehemaliger Hochschullehrer
- Frank Davis (1897–1984), US-amerikanischer Drehbuchautor und Filmproduzent
- Frank H. Davis (1910–1979), US-amerikanischer Politiker
- Frank Delahanty (1882–1966), US-amerikanischer Baseballspieler
- Frank Delitz (1939–2003), deutscher Heimatforscher
- Frank S. Dickson (1876–1953), US-amerikanischer Politiker
- Frank Doyle (* 1980), kanadischer Eishockeytorwart
- Frank Drake (1930–2022), US-amerikanischer Astronom und Astrophysiker
- Frank Duval (* 1940), deutscher Komponist
- Frank Dyson (1868–1939), englischer Astronom

### E
- Frank Ebel (1957–2015), deutscher Politiker (SPD)
- Frank Ebert (* 1970), deutscher Bürgerrechtler, DDR-Oppositioneller und Mitbegründer des Archivs der DDR-Opposition
- Frank Egan (1872–1927), US-amerikanischer Schauspieler, Theaterlehrer und -leiter
- Frank Elegar (* 1986), US-amerikanischer Basketballspieler
- Frank Elstner (* 1942), deutscher Radiomacher und Fernsehshowmaster
- Frank Engel (* 1951), deutscher Fußballtrainer
- Frank Engel (* 1975), luxemburgischer Politiker (CSV)
- Frank E. Eulner (* 1963), Tontechniker
- Frank Evans (* ≈1940), US-amerikanischer Musiker
- Frank E. Evans (1923–2010), US-amerikanischer Politiker

### F
- Frank Farian (1941–2024), deutscher Musikproduzent, Komponist und Sänger
- Frank Finkenstädt (* 1943), deutscher Orientierungsläufer
- Frank Fischer (* 1942), US-amerikanischer Politologe und Politsoziologe
- Frank Fischer (* 1960), deutscher Kanute
- Frank Fischer (* 1965), deutscher Psychologe
- Frank Fischer (* 1970), deutscher Hörfunkmoderator, Redakteur und Autor
- Frank Fischer, deutscher American-Football-Spieler
- Frank Fitzek (* 1971), deutscher Elektroingenieur und Hochschullehrer
- Frank E. Flowers (* 1979), britischer Filmregisseur, -produzent und Drehbuchautor
- Frank Forde (1890–1983), australischer Politiker
- Frank Fournier (* 1948), französischer Fotojournalist

### G
- Frank Gambalie (1970–1999), US-amerikanischer Basejumper
- Frank Gehry (* 1929), kanadisch-US-amerikanischer Architekt und Designer
- Frank Giering (1971–2010), deutscher Schauspieler
- Frank Goosen (* 1966), deutscher Kabarettist und Romanautor
- Frank Gray (1887–1969), US-amerikanischer Physiker
- Frank Gray (* 1954), schottischer Fußballspieler
- Frank Greer (1879–1943), US-amerikanischer Ruderer
- Frank Greiner (* 1966), deutscher Fußballspieler und -trainer
- Frank Grevil (* 1960), dänischer Whistleblower
- Frank Guthke (1928–2024), deutscher Drehbuchautor und Filmproduzent
- Frank Gust (* 1969), deutscher Serienmörder

### H
- Frank Habbe (* 1978), deutscher Handballspieler
- Frank Hadler (* 1962), deutscher Historiker
- Frank Hadow (1855–1946), englischer Tennisspieler und Wimbledon-Sieger 1878
- Frank Hailey (1943–2022), US-amerikanischer Jazzpianist
- Frank Hanebuth (* 1964), deutscher Bordellbetreiber und Präsident der Hells Angels
- Frank H. Hankins (1877–1970), US-amerikanischer Soziologe und Anthropologe
- Frank R. Hamlin (1935–2000), kanadischer Romanist, Provenzalist und Onomastiker britischer Herkunft
- Frank Herbert (1920–1986), US-amerikanischer Science-Fiction-Autor (Der Wüstenplanet)
- Frank Herzig (* 20. Jh.), in Deutschland wirkender Musiker
- Frank H. Hitchcock (1867–1935), US-amerikanischer Politiker
- Frank Hoffmann (* 1966), deutscher Medienmanager
- Frank H. Hurd (1840–1896), US-amerikanischer Politiker

### I
- Frank Iero (* 1981), US-amerikanischer Rock-Gitarrist
- Frank Illge (* 1960), deutscher Fußballspieler
- Frank Imhoff (* 1968), deutscher Landwirt und Politiker (CDU)
- Frank Inn (1916–2002), US-amerikanischer Tiertrainer
- Frank Irons (1886–1942), US-amerikanischer Leichtathlet
- Frank Islacker (* 1963), deutscher Fußballspieler
- Frank Isola (1925–2004), US-amerikanischer Jazz-Schlagzeuger
- Frank Itt (* 1960), deutscher Bassist, Musikproduzent, Autor und Dozent

### J
- Frank Jacob (* 1966), deutscher Designer und Hochschullehrer
- Frank Jacob (* 1984), deutscher Historiker und Japanologe
- Frank Jenssen (* 1969), norwegischer Politiker
- Frank Jordan (* 1964), deutscher Schauspieler und Hörspielsprecher
- Frank W. Jordan (1881–1941), britischer Physiker
- Frank Jülicher (* 1965), deutscher Biophysiker und Hochschullehrer

### K
- Frank Kämpfer (1938–2010), deutscher Historiker und Hochschullehrer
- Frank Kassela (* 1968), US-amerikanischer Pokerspieler
- Frank Kirchbach (1859–1912), deutscher Maler
- Frank Kirchhoff (* 1960), deutscher Neurowissenschaftler
- Frank Kirchhoff (* 1961), deutscher Virologe
- Frank Kirchhoff (* 1965), deutscher Fußballspieler
- Frank Kirchner (1961–2024), deutscher Jazzsaxophonist
- Frank Knight (1885–1972), US-amerikanischer Wirtschaftswissenschaftler
- Frank Knight (* 1941), australischer Tierillustrator
- Frank Kramer (1880–1958), US-amerikanischer Radrennfahrer
- Frank Kramer (* 1960), deutscher Fußballspieler
- Frank Kramer (* 1972), deutscher Fußballspieler und -trainer

### L
- Frank Lambert (1851–1937), französisch-US-amerikanischer Erfinder
- Frank Lambert (* 1958), britischer Ornithologe und Ökologe
- Frank Lampard (* 1978), englischer Fußballspieler
- Frank Laufenberg (1945–2025), deutscher Moderator und Musikjournalist
- Frank Lehmann (* 1942), deutscher Wirtschaftsjournalist und Börsenkommentator
- Frank Lehmann (* 1956), deutscher Sportwissenschaftler
- Frank Lehmann (* 1959), deutscher Fußballspieler
- Frank Lehmann (* 1989), deutscher Fußballtorwart
- Frank Lehmkuhl (* 1966), deutscher Basketballspieler
- Frank G. Lenz (1867–1894), US-amerikanischer Fahrradpionier, auf Weltumrundung ermordet
- Frank Lewis (1912–1998), US-amerikanischer Ringer
- Frank Lewis (* 1939), kanadischer Rundfunkmanager und Politiker
- Frank Licht (1916–1987), US-amerikanischer Politiker, Gouverneur von Rhode Island
- Frank Liehr (* 1960), deutscher Unternehmer und Geschäftsmann
- Frank Linke-Crawford (1893–1918), österreichischer Jagdflieger
- Frank Lobigs, deutscher Volkswirt, Kommunikations- und Medienwissenschaftler
- Frank London (* 1958), US-amerikanischer Trompeter und Komponist
- Frank Lüdecke (* 1961), deutscher Regisseur

### M
- Frank Mentrup (* 1964), deutscher Politiker (SPD), Oberbürgermeister von Karlsruhe
- Frank Meyer (* 1960), deutscher Arzt und Buchautor
- Frank Meyer (* 1969), deutscher Fernsehmoderator und Journalist
- Frank Meyer (* 1974), deutscher Politiker (SPD), Oberbürgermeister der Stadt Krefeld
- Frank Meyer (* 1975), deutscher Strafrechtswissenschaftler
- Frank Meyer-Thurn (1959–2009), deutscher Musiker und Musikproduzent
- Frank A. Meyer (* 1944), Schweizer Journalist
- Frank P. Meyer (* 1962), deutscher Schriftsteller
- Frank Michael (* 1943), deutscher Komponist und Flötist
- Frank Michael (* 1953), belgischer Sänger
- Frank Mill (1958–2025), deutscher Fußballspieler
- Frank Minnifield (* 1960), US-amerikanischer American-Football-Spieler
- Frank S. Monnett (1857–1953), US-amerikanischer Jurist und Politiker
- Frank Ulrich Montgomery (* 1952), deutscher Mediziner und Verbandsfunktionär

### N
- Frank Nordhausen (* 1956), deutscher Journalist und Autor

### O
- Frank Odberg (1879–1917), belgischer Ruderer
- Frank Oliver (1853–1933), kanadischer Politiker
- Frank Oliver (1883–1968), US-amerikanischer Politiker
- Frank Oliver (1948–2014), neuseeländischer Rugby-Union-Spieler und -Trainer
- Frank Omiyale (* 1982), US-amerikanischer American-Football-Spieler
- Frank Oppenheimer (1912–1985), US-amerikanischer Physiker
- Frank Oppermann (* 1966), deutscher Schauspieler, Sänger und Theaterleiter
- Frank Ordenewitz (* 1965), deutscher Fußballspieler
- Frank Otto (* 1957), deutscher Medienunternehmer
- Frank Otto (* 1958), deutscher Wasserballspieler
- Frank Otto (1967–2024), deutscher Historiker

### P
- Frank Plasberg (* 1957), deutscher Journalist und Fernsehmoderator
- Frank Podmore (1856–1910), britischer Schriftsteller
- Frank Polk (1871–1943), US-amerikanischer Jurist
- Frank Popp (1941–2020), deutscher Bildhauer und Hochschullehrer
- Frank Pullara (≈1935–2019), US-amerikanischer Jazzmusiker

### Q
- Frank Quednau (1941–2010), deutscher Sport-Journalist
- Frank Quilitzsch (* 1957), deutscher Journalist und Schriftsteller
- Frank Quinn (* 1946), US-amerikanischer Mathematiker

### R
- Frank Ramond (* 1964), deutsch-französischer Komponist, Musikproduzent und Sänger
- Frank Richter (* 1952), deutscher Fußballspieler
- Frank Richter (* 1960), deutscher Theologe und Bürgerrechtler, ehemaliger Direktor der Sächsischen Landeszentrale für politische Bildung
- Frank Richter (* 1963), deutscher Künstler
- Frank Richter (* 1964), deutscher Ruderer
- Frank Richter (* 1966), deutscher Gewerkschafter und Bürgerrechtler
- Frank Rijkaard (* 1962), niederländischer Fußballspieler und -trainer
- Frank Ripploh (1949–2002), deutscher Schauspieler, Autor und Regisseur
- Frank Rosenthal (1929–2008), US-amerikanischer Spieler und Spielbankmanager
- Frank Rosin (* 1966), deutscher Koch, Fernsehkoch, Moderator und Gastronom

### S
- Frank Saker (1907–1980), kanadischer Kanute
- Frank Salewski (* 1967), deutscher Lehrer und Autor
- Frank Sando (1931–2012), britischer Langstrecken- und Crossläufer
- Frank Schäfer (* 1959), deutscher Schauspieler und Friseur
- Frank Schäfer (* 1966), deutscher Schriftsteller
- Frank L. Schäfer (* 1974), deutscher Rechtswissenschaftler
- Frank Schätzing (* 1957), deutscher Schriftsteller
- Fränk Schleck (* 1980), luxemburgischer Radrennfahrer
- Frank Schmökel (* 1962), deutscher Mörder und Vergewaltiger
- Frank Schöbel (* 1942), deutscher Musiker
- Frank Schön (* 1959), deutscher Fußballspieler
- Frank Schön (* 1971), deutscher Fußballspieler
- Frank Schröder (* 1963), deutscher Snookerspieler
- Frank Schröder (* 1964), deutscher Schauspieler und Sänger
- Frank Schröder (* 1966), deutscher Synchronsprecher, Regisseur und Dialogbuchautor
- Frank Leo Schröder (* 1961), deutscher Schauspieler
- Frank Schubert (* 1949), deutscher Endurosportler
- Frank Schubert (1957–1980), deutscher Rechtsextremist und Terrorist
- Frank Paul Schubert (* 1965), deutscher Jazzmusiker
- Frank Séchehaye (1907–1982), Schweizer Fußballtorhüter und Automobilrennfahrer
- Frank Seno (1921–1974), US-amerikanischer American-Football-Spieler
- Frank Shea (1930–2024), US-amerikanischer Schlagzeuger
- Frank Sinatra (1915–1998), US-amerikanischer Sänger und Schauspieler
- Frank Stangenberg-Haverkamp (* 1948), deutscher Investmentbanker und Unternehmer
- Frank Steffel (* 1966), deutscher Politiker (CDU)
- Frank Strecker (1941–2000), deutscher Schauspieler
- Frank Stronach (* 1932), österreichisch-kanadischer Industrieller, Milliardär und Politiker (Team Stronach)

### T
- Frank Tate (* 1943), US-amerikanischer Bassist
- Frank Tate (* 1964), US-amerikanischer Boxer
- Frank J. Tipler (* 1947), US-amerikanischer Physiker
- Frank W. Towey (1895–1979), US-amerikanischer Politiker
- Frank Turner (* 1981), britischer Musiker

### U
- Frank Ullrich (* 1958), deutscher Biathlet und Bundestrainer der deutschen Biathleten
- Frank Ulrich, deutscher Heavy-Metal-Schlagzeuger
- Frank Urbaniok (* 1962), deutsch-schweizerischer forensischer Psychiater
- Frank J. Urioste (* 1938), US-amerikanischer Filmeditor

### V
- Frank Vandenbroucke (* 1955), belgischer Politiker
- Frank Vandenbroucke (1974–2009), belgischer Radrennfahrer
- Frank Vanhecke (* 1959), belgischer Politiker
- Frank Varga (1943–2018), ungarisch-amerikanischer Bildhauer
- Frank Vatrano (* 1994), US-amerikanischer Eishockeyspieler

### W
- Frank Wedekind (1864–1918), deutscher Schriftsteller und Schauspieler
- Frank Wheaton (1876–1965), US-amerikanischer Tennisspieler
- Frank Whittle (1907–1996), Erfinder des Strahltriebwerks
- Frank Williams (1942–2021), britischer Unternehmer und Motorsportmanager
- Frank Willner (* 1969), deutscher Poolbillardspieler
- Frank Wörndl (* 1959), deutscher Skirennläufer
- Frank Wright (1878–1931), US-amerikanischer Sportschütze
- Frank Wright (1929–2021), kanadischer Jazzmusiker
- Frank Wright (1935–1990), US-amerikanischer Jazzmusiker
- Frank Lloyd Wright (1867–1959), US-amerikanischer Architekt

### Y
- Frank Yablans (1935–2014), US-amerikanischer Filmproduzent und Drehbuchautor
- Frank Yerby (1916–1991), US-amerikanischer Autor
- Frank Young (* 1940), US-amerikanischer Bildhauer

### Z
- Frank Zander (* 1942), deutscher Sänger
- Frank J. Zamboni (1901–1988), US-amerikanischer Erfinder und Unternehmer
- Frank Zappa (1940–1993), US-amerikanischer Rockmusiker
- Frank Zimmermann (* 1957), deutscher Politiker (SPD)
- Frank Zimmermann (* 1969), deutscher Fußballspieler
- Frank Peter Zimmermann (* 1965), deutscher Geiger
- Frank Zöllner (* 1956), deutscher Kunsthistoriker und Hochschullehrer